# 정경두 (1960년)
정경두(鄭景斗, 1960년 9월 13일~)는 대한민국의 군인, 국방부 장관이다. 2018년부터 2020년까지 제46대 국방부 장관을 지냈으며, 제35대 공군참모총장(2015. 9.~2017. 8.)과 제40대 합동참모의장(2017. 8.~2018. 9.)을 역임하였다.

## 학력
- 1972년 봉원초등학교 졸업
- 1975년 진주중학교 졸업
- 1978년 대아고등학교 졸업
- 1982년 공군사관학교(30기) 학사
- 1985년 공군방공포병학교 졸업
- 1987년 대한민국 국방대학교 행정학 학사
- 1998년 대한민국 국방대학원 행정학 석사
- 2002년 한남대학교 대학원 경영학 석사 과정

### 비학위 수료
- 1995년: 일본 항공자위대 간부학교 지휘막료과정(CSC)
- 2005년: 일본 항공자위대 간부학교 간부고급과정(AWC)

## 경력
- 1982. 4.~1982. 7.: 공군 제3훈련비행단 제215비행교육대대 조종장교(공군 소위, 학생조종사)
- 1982. 8.~1983. 7.: 공군 제1전투비행단 제123전투비행대대 조종장교(공군 중위)
- 1983. 7.~1985. 5.: 공군 제11전투비행단 제122전투비행대대 조종장교
- 1985. 6.~1988. 8.: 공군 제3훈련비행단 제216비행교육대대 조종교관(공군 대위)
- 1988. 8.~1992. 12.: 공군 제1전투비행단 제122전투비행대대 편대장(공군 소령)
- 1993. 1.~1994. 8.: 공군대학 전락전술학처 공군작전교관(공군 중령)
- 1994. 8.~1995. 7.: 일본 항공자위대 간부학교 지휘막료과정 위탁교육생
- 1995. 8.~1997. 1.: 공군 제1전투비행단 제102전투비행대대 비행대장
- 1997. 1.~1998. 11.: 공군 작전사령부 작전처 비행·합동훈련장교
- 1998. 11.~1999. 11.: 공군본부 기획참모부 전력정비계획장교
- 1999. 12.~2000. 11.: 공군본부 기획참모부 계획총괄 겸 항공기담당관
- 2000. 12.~2002. 1.: 공군 제16전투비행단 제115전투비행대대 대대장
- 2002. 2.~2003. 12.: 국방부 획득정책관실 공중/방공담당관(공군 대령)
- 2004. 1.~2005. 4.: 일본 항공자위대 간부학교 공중전대학 위탁교육생
- 2005. 4.~2005. 12.: 공군본부 항공사업단 개발사업관리과장
- 2006. 1.~2006. 12.: 공군본부 전력기획참모부 전력소요처 방위사업협력과장
- 2006. 12.~2008. 11.: 공군본부 전력기획참모부 전력소요처장(공군 준장)
- 2008. 12.~2009. 11.: 공군사관학교 생도대장
- 2009. 12.~2011. 4.: 제1전투비행단장
- 2011. 5.~2011. 11.: 계룡대 근무지원단장
- 2011. 11.~2013. 4.: 공군본부 전력기획참모부장(공군 소장)
- 2013. 4.~2014. 4.: 남부전투사령관
- 2014. 4.~2015. 4.: 공군참모차장(공군 중장)
- 2015. 4.~2015. 9.: 합동참모본부 전략기획본부장
- 2015. 9.~2017. 8.: 공군참모총장(35대, 공군 대장)
- 2017. 8.~2018. 9.: 합동참모의장(40대)
- 2018. 9.~2020. 9.: 국방부 장관(46대)
- 2020. 9.~: 더불어민주당 당무위원
- 2021. 05.~2023. 10.:  아주대학교 국방디지털융합학과 초빙교수
- 2022. 12~2024. 1.: 제30대 공군사관학교 총동창회장
- 2022. 04.~: 사이버안보연구소 대표

## 진급
- 1982년: 공군 소위
- 1983년: 공군 중위
- 1987년: 공군 대위
- 1991년: 공군 소령
- 1994년: 공군 중령
- 2002년: 공군 대령
- 2008년: 공군 준장
- 2011년: 공군 소장
- 2014년: 공군 중장
- 2015년: 공군 대장

## 수상
- 2004년: 대통령표창
- 2010년: 보국훈장 천수장

## 논란

### "천안함 · 연평도 이해" 발언
2019년 1월 KBS 출연 중, 북한의 천안함 피격 사건과 연평도 포격 사건 사과 문제에 대해 "일부 우리가 이해를 하면서 미래를 위해 나가야할 부분이 있다", "과거에 머무르지 말고 앞으로 나가야한다는 차원에서 말한 것"이라고 발언해 비판을 받았다. 천안함 피격 사건 생존 장병 중 가장 먼저 전역했던 전준영 씨는 "너무 분하고 내가 왜 목숨을 바치면서 군대를 갔을까 매우 회의감이 느껴지더라고요"라고 분노를 표했고, 이성우 천안함 46용사 유족협의회 회장은 "일본에 대해서는 사과를 요구하고 있잖아요. 김정은 위원장이 우리나라를 오더라도 사과나 입장표명은 분명히 있어야 된다"이라고 문재인 정부의 태도를 비판했다. 윤상현 한국당 의원은 "북한의 천안함·연평도 도발을 이해하자는 발언은 훌륭하지 못한 지휘관이라도 감히 할 수 없는 망언"이라고 했고, 이언주 바른미래당 의원도 "대한민국의 국방장관인지, 인권과 민주주의를 입에 달고 살면서도 북한 정권의 악행에 대해서는 한마디도 못하는 주사파 운동권 집권 세력의 장관인지 분명히 하라"고 비판했다. 논란이 되자 정 장관은 "한반도 비핵화와 평화 정착을 위한 우리 정부의 노력을 강조하는 취지의 발언이었다"다면서 "천안함 폭침, 연평도 포격 도발에 대해 북한이 책임있는 조치를 해야 한다는 입장은 변함이 없음을 다시 한번 말씀드린다"고 해명했다.

### "北 연락사무소 폭파, 9·19 합의파기 아니다" 발언
2020년 6월16일 북한이 남북연락사무소를 폭파시킨 사건에 대하여 2020년 6월 22일 "9·19 군사합의와는 연관성이 없는 사안", "9·19 군사합의 관련 내용은 직접이고 우발적인 군사 충돌을 방지하기 위해 여러 조치를 한 사안"이라며 "남북공동연락사무소와 관련된 사안은 아니다"라고 발언하였다. 정 장관은 북한의 폭파 행위가 군사 합의를 파기한 건 아니라고 보냐는 질문에 "현재까지는 그렇다"라고 말하며, 대남 군사도발을 예고한 북한이 대륙간탄도미사일(ICBM)을 발사할 가능성에 대해선 "당장 그런 징후는 없다"면서도 "그럴 가능성을 염두에 두고 면밀히 보고 있다"고 말했다. 잠수함발사탄도미사일(SLBM) 발사를 위한 잠수함 건조 움직임에 대해선 "지속적으로 움직임이 있다는 건 확인 중에 있다"면서도 "그 부분이 개발 완료됐다, 안 됐다고 하는 건 부적절하다"고 답변했다. 정 장관은 "북한이 ICBM이라든지, SLBM을 포함해 다양한 군사활동을 하고 있는 걸 우리가 다 확인하고 있다"며 "미사일 발사 확률이 몇 %라고 말씀드리는 건 어렵다"고 덧붙여 논란이 되었다.